# Dana Zátopková
Dana Zátopková, nascida Ingrová (Karviná, 19 de setembro de 1922 – Praga, 13 de março de 2020) foi uma atleta checa, campeã olímpica do lançamento do dardo.
Dana foi esposa do lendário atleta e multicampeão olímpico da Checoslováquia, Emil Zátopek, a Locomotiva Humana, tendo nascido no mesmo dia que ele. Por méritos próprios, foi também campeã olímpica, como o marido, recordista mundial e atleta de primeiro nível internacional no atletismo.
Sétima colocada no dardo feminino nos Jogos de Londres, em 1948, competição em que conheceu Zátopek, em Helsinque 1952 ela conquistou a medalha de ouro no lançamento do dardo, uma hora após seu marido vencer os 5000 metros. Nos Jogos Olímpicos de Roma, em 1960, aos 38 anos de idade, conquistou a medalha de prata na mesma prova. Campeã europeia em 1954 e 1958, neste ano estabeleceu nova marca mundial para o dardo feminino, lançando-o a 55,73 metros.
Um exemplo da competitiva e divertida relação entre Dana e Emil, pôde ser ouvida na conferência de imprensa acontecida após as conquistas dos dois em Helsinque, quando Emil sugeriu que sua atuação nas provas de fundo teriam servido como 'inspiração' para Dana também conseguir sua medalha de ouro, tentando ele mesmo conseguir algum crédito pela vitória da mulher, ao que ela respondeu: Verdade? Pois então vá inspirar alguma outra garota e veja se ela consegue lançar um dardo a cinquenta metros!.
Após Roma, Dana e seu marido dedicaram-se a treinar novos atletas checos, recusando-se a deixar a comunista Checoslováquia, mesmo quando tiveram diversas oportunidades para isso em viagens ao exterior.
Morreu no dia 13 de março de 2020, aos 97 anos.